# Даштадем (Арагацотн)
Даштадем (вірм. Դաշտադեմ) — село в марзі Арагацотн, на заході Вірменії. Село розташоване на трасі Талін — Армавір, за 6 км на південь від міста Талін, за 31 км на північний захід від міста Армавіра, за 4 км на схід від села Кабахтапа та за 4 км на південний схід від гори Кабахлер.
В селі знаходиться велика фортеця X століття, яка була істотно перебудована у XIX столітті разом з каплицею Святого Саргіса, яка також датується X століттям. У селі також розташований середньовічний караван-сарай та майстерня з обробки обсидіану Кам'яної доби. Поруч розташована відновлена церква св. Христофора VII століття.
| Рік  | Чисельність | Чисельність |
| ---- | ----------- | ----------- |
| 1873 | 248         | [ 1 ]       |
| 1897 | 420         | [ 2 ]       |
| 1926 | 301         | [ 2 ]       |

| Рік  | Чисельність | Чисельність |
| ---- | ----------- | ----------- |
| 1939 | 484         | [ 2 ]       |
| 1959 | 412         | [ 2 ]       |
| 1970 | 642         | [ 2 ]       |

| Рік  | Чисельність | Чисельність |
| ---- | ----------- | ----------- |
| 1979 | 547         | [ 2 ]       |
| 1989 | 605         | [ 3 ]       |
| 2001 | 613         | [ 2 ]       |

| Рік  | Чисельність | Чисельність |
| ---- | ----------- | ----------- |
| 2011 | 548         | [ 4 ]       |

| Рік  | Чисельність | Чисельність |
| ---- | ----------- | ----------- |
| 1873 | 248         | [ 1 ]       |
| 1897 | 420         | [ 2 ]       |
| 1926 | 301         | [ 2 ]       |

| Рік  | Чисельність | Чисельність |
| ---- | ----------- | ----------- |
| 1939 | 484         | [ 2 ]       |
| 1959 | 412         | [ 2 ]       |
| 1970 | 642         | [ 2 ]       |

| Рік  | Чисельність | Чисельність |
| ---- | ----------- | ----------- |
| 1979 | 547         | [ 2 ]       |
| 1989 | 605         | [ 3 ]       |
| 2001 | 613         | [ 2 ]       |

| Рік  | Чисельність | Чисельність |
| ---- | ----------- | ----------- |
| 2011 | 548         | [ 4 ]       |